# Crawlspace – Dunkle Bedrohung
Crawlspace – Dunkle Bedrohung (Originaltitel: Crawlspace) ist ein australischer Science-Fiction-Action-Horrorfilm mit Splatter-Elementen aus dem Jahr 2012. Der in Melbourne, Victoria, abgedrehte Streifen stellt das Spielfilm-Regiedebüt des Australiers Justin Dix dar. Im Oktober 2012 auf verschiedenen internationalen Festivals erstmals aufgeführt, wurde der Film in Deutschland am 6. Dezember 2013 als DVD- und Blu-ray-Fassung veröffentlicht. Die Kritiken fielen unterschiedlich, im Durchschnitt jedoch positiv aus.

## Handlung
Kurz nachdem die unterirdisch gelegene militärische Forschungseinrichtung Pine Gap im australischen Outback ein Notsignal gesendet hat, bricht der Kontakt zur Außenwelt vollständig ab. Da von entkommenen Gefangenen die Rede ist, für die Verantwortlichen jedoch nicht genau ersichtlich wird, ob es sich um einen ernst zu nehmenden Zwischenfall handelt, wird eine Spezialeinheit unter der Führung des Offiziers Romeo entsendet, um die festsitzenden Wissenschaftler zu evakuieren und mögliche Gefahren zu liquidieren. In den Komplex eingedrungen, bemerkt das eingespielte Team nach kurzer Zeit, dass neben einfacher Forschungsarbeit auch Experimente an Menschen und Tieren durchgeführt wurden, die vollends außer Kontrolle geraten sind. Von feindseligen Forschungsobjekten bedrängt und attackiert, stößt die Gruppe wenig später auf eine amnestische Frau, die Romeo als seine – eigentlich schon vor Jahren verstorbene – Ehegattin Eve identifiziert. Er beschließt, sie unter Gefährdung der eigentlichen Mission, aus der Einrichtung zu befreien – in Anbetracht einer neu aufkommenden, scheinbar übernatürlichen Macht, die ihre Präsenz in der Einrichtung verdeutlicht, ein möglicherweise unerreichbares und zugleich tödliches Vorhaben …

## Rezeption
Crawlspace – Dunkle Bedrohung wurde größtenteils positiv aufgenommen, zumeist aber nur mit durchschnittlichen Bewertungen bedacht. Gelobt werden z. B. frische Ansätze im Vergleich zu anderen Werken des Genres und die dichte, zum Teil klaustrophobische Atmosphäre. Im gleichen Atemzug kritisiert wird das recht einseitige Storytelling und ein fehlender Spannungsbogen. So vergab die Programmzeitschrift TV Spielfilm einen symbolischen „Daumen zur Seite“ für das „Horror Langfilmdebüt von Special-Effect-Zauberer Justin Dix“ und resümierte: „Low-Budget-Splatter für Fast-Food-Fans“.

„Der Fokus liegt eindeutig auf Action und Gewalt, durchdachtes Storytelling und ausgefeilte Charakterzeichnungen sind nicht zu beobachten. ‚Crawlspace‘ hat sicher das Rad der Horror-Action nicht neu erfunden, bedient sich aber immerhin an Bewährtem. Das reicht, um knapp anderthalb Stunden anständig mit anspruchsloser Unterhaltung zu befüllen.“

Auf kino.de schreibt man: „Souverän gewerkelt mit überraschenden Wendungen, geht los wie ‚Resident Evil‘, trifft ‚The Descent‘, wird dann aber etwas völlig anderes, auch nicht Schlechtes.“

„Justin Dix nimmt für sein Debüt Crawlspace – Dunkle Bedrohung bekannte Zutaten vergleichbarer Filme und macht daraus einen ordentlichen Science-Fiction-Thriller mit reichlich Action. Die Idee hinter dem australischen Streifen ist interessant, später wird er aber recht austauschbar.“